# Zaiko Langa Langa
Zaiko Langa Langa är en musikgrupp från Kongo-Kinshasa. Den bildades den 24 december 1969.
Bandet hette från början Orchestra Zaiko, men snart började man kalla dem "Zaiko Langa Langa", då "Langa Langa" – som betyder "berusa sig" på lingala – var titeln på en av deras låtar. De ursprungliga medlemmarna var Papa Wemba, Evoloko Lay Lay, Zamungana och Nyoka Longo. Gruppen förändrade den kongolesiska musiken som fick ett högre tempo. Blåsinstrumenten övergavs medan virveltrumman och sologitarren fick en framträdande plats.
1973 hade bandet etablerat sig som en av Kongos mest populära grupper. Evoloko Lay Lay blev dess kanske mest kända medlem och anses vara den som uppfann cavacha, en dans- och musikstil som erövrade Öst- och Centralafrika under 70-talet.
Senare på 70-talet lämnade Papa Wemba och flera andra musiker bandet. Nya medlemmar tillkom samtidigt som arrangemang och koreografi förändrades.
På 80-talet ledde oenighet till att bandet delades i två delar. Den ena fortsatte som Zaiko Langa Langa Nkolo Mboka och den andra kallade sig Zaiko Langa Langa Familia Dei. Båda hade stor framgång.

## Diskografi
- 1974 : Non stop dancing
- 1976 : Plaisir de l'Ouest Afrique (volumes 1 et 2)
- 1981 : Gitta Production présente le Tout-Choc Zaïko Langa-Langa
- 1982 : Tout choc
- 1982 : Nkolo mboka (volumes 1 et 2)
- 1983 : La tout neige, Christine & Nalali mpongui
- 1983 : L'orchestre de tous les âges
- 1983 : Muvaro / Etape
- 1983 : Zekete Zekete 2è épisode
- 1984 : On gagne le procès
- 1984 : Tout-choc Anti-choc Zaïko Langa Langa en Europe
- 1985 : Zaïko eyi nkisi
- 1985 : Tala modèle échanger
- 1986 : Eh Ngoss ! Eh Ngoss ! Eh Ngoss !
- 1986 : Pusa kuna... Serrez serrez
- 1986 : Nippon Banzai
- 1987 : Papa Omar
- 1987 : Subissez les conséquences
- 1989 : Jetez l'éponge
- 1990 : Ici ça va... Fungola motema
- 1991 : Jamais sans nous
- 1995 : Avis de Recherche
- 1996 : Sans Issue
- 1997 : Backline Lesson One
- 1998 : Nous y sommes
- 1999 : Poison
- 2002 : Euréka !
- 2004 : Empreinte
- 2007 : Rencontres
- 2011 : Bande Annonce
- 2014 : Sisikaaaaaahh! Moto na Moto na...
- 2019 : Sève